# اولتراپار
اولتراپار (به پرتغالی: Ultrapar) شرکت خوشه‌ای برزیلی است، که از سه بخش کاملاً مجزا تشکیل شده که عبارتند از: توزیع بنزین و سوخت؛ از طریق شرکت‌های تابعه پترولئو ایپیرانگا و اولتراگاز، تولید مواد شیمیایی؛ از طریق شرکت تابعه اوکسیتنو و خدمات لجستیکی و حمل‌ونقل؛ از طریق شرکت تابعه اولتراکارگو.
شرکت اولتراپار در سال ۱۹۳۰ توسط بازرگان اتریشی ارنستو ایگل راه‌اندازی شد و در حال حاضر بزرگترین توزیع‌کننده ال‌پی‌جی برزیل است و در زمینه توزیع بنزین و جایگاه‌های پمپ بنزین نیز پس از کمپانی پتروبراس در رتبه دوم جای دارد.
این شرکت هم‌اکنون دارای عملیات در کشورهای برزیل، ونزوئلا، ایالات متحده آمریکا، مکزیک و آرژانتین می‌باشد. دفتر مرکزی شرکت اولتراپار در شهر سائوپائولو، برزیل قرار دارد و سهام آن در بازار بورس نیویورک و بورس سائوپائولو معامله می‌شود.